# Vossloh

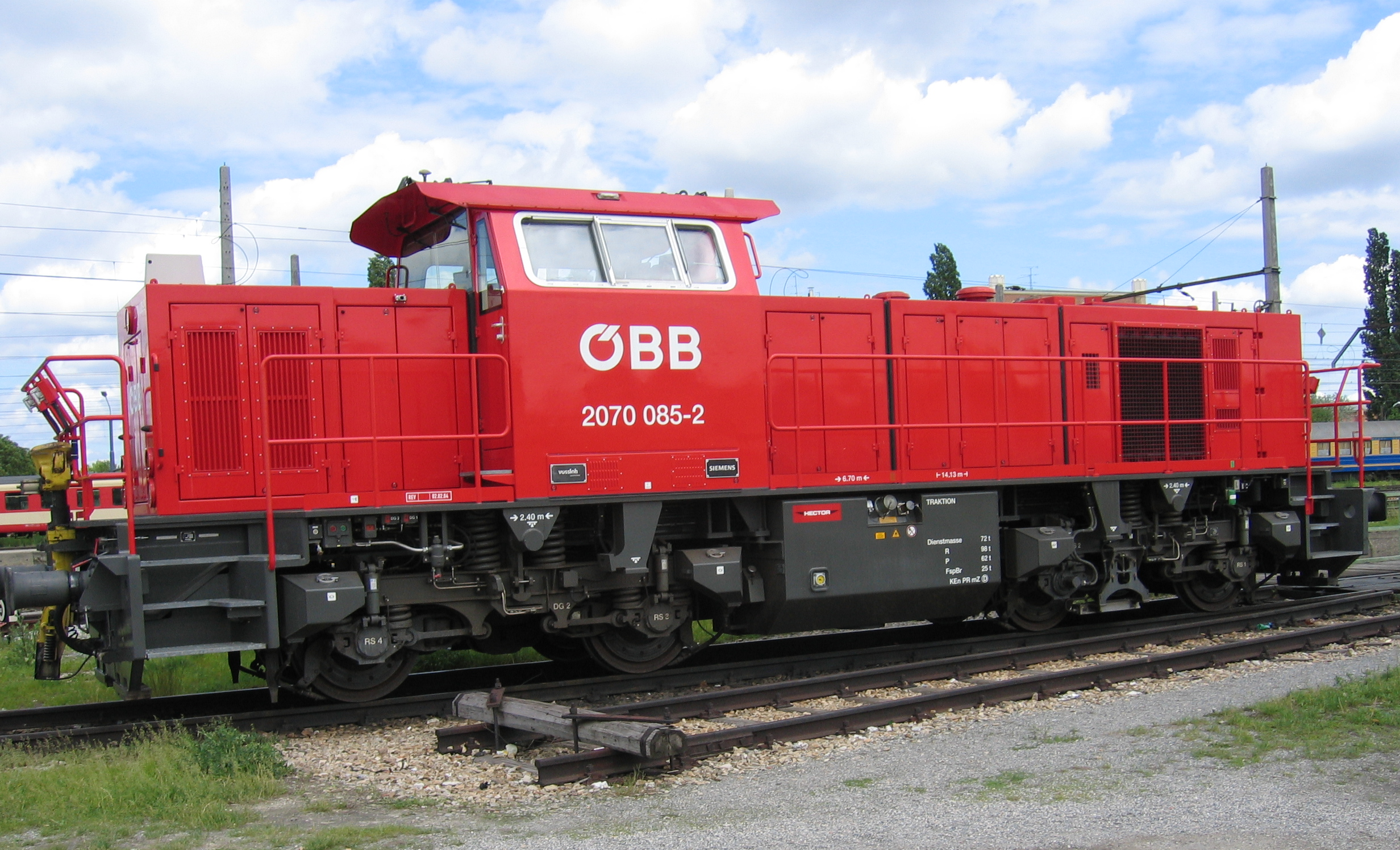
Een door Vossloh geproduceerde lok van het type MaK 800 BB van de ÖBB

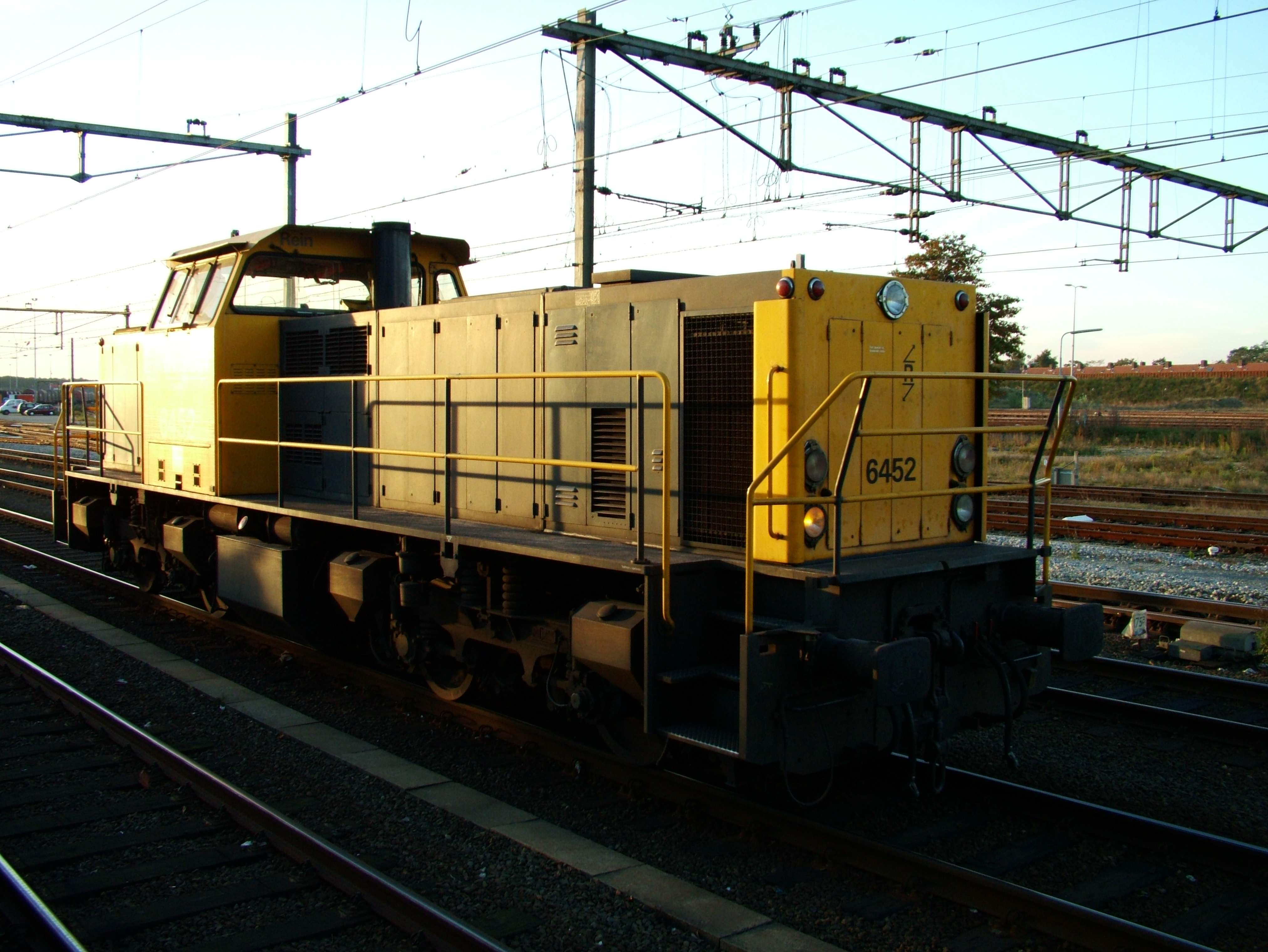
Nederlandse 6400-locomotief van Railion.

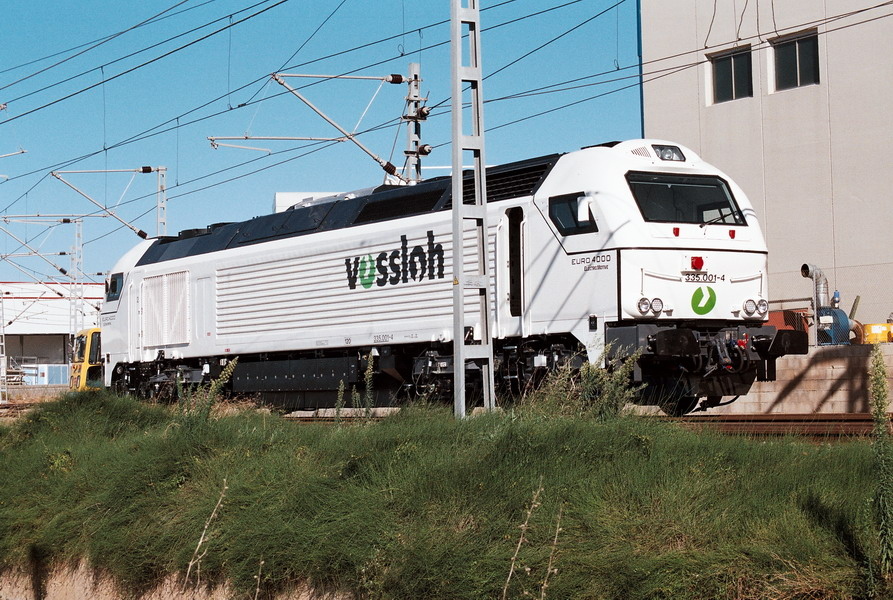
Een Vossloh Euro 4000

Vossloh AG is de management- en financiële holding van het internationaal actieve Vossloh-concern. De zetel van de onderneming bevindt zich in het Westfaalse Werdohl.
Het concern is gespecialiseerd in de spoor- en verkeerstechnologie. Het kent activiteiten inzake de aanleg en onderhoud van spoorwegen, bouw en onderhoud van spoorvoertuigen en de ermee verbonden systeemtechniek. Verder levert Vossloh ook veiligheidssystemen voor spoortrajecten, elektronische besturingsposten voor rangeerstations evenals passagiersinformatiesystemen voor treinen, stations en luchthavens.
Vossloh AG is beursgenoteerd en is opgenomen in de Duitse MDAX (Mid Cap index).

## Vossloh Rail Vehicles
Vossloh Rail Vehicles te Spanje (Vossloh España S.A.) ontwikkelde en produceerde sinds 2010 lokomotieven, treinstellen, metro en trams.
In november 2015 werd Vossloh Rail Vehicles overgenomen door Stadler Rail en gaat verder als Stadler Rail Valencia.

## Vossloh Kiepe
In 2002 werd Kiepe Elektrik van Münchner Schaltbau Holding overgenomen. De naam werd in 2003 veranderd in Vossloh Kiepe GmbH. In december 2016 werd de verkoop gerealiseerd vanwege de focus van de Vossloh Group op spoorweginfrastructuur; De koper is de in München gevestigde Knorr-Bremse. In 2017 werd de naam veranderd in Kiepe Electric GmbH.
Bij Vossloh Kiepe worden elektrische installaties gemaakt voor trolleybussen, trams en treinen.
- Onderdelen voor de Den Oudsten B88 / Volvo B10M, trolleybussen van het Nederlandse vervoerbedrijf GVA.
- Onderdelen voor de Protos treinen, gebouwd voor het Nederlandse vervoerbedrijf Connexxion.
- Onderdelen voor de Citea, hybride bussen gebouwd door de Nederlands-Belgische busbouwer VDL Bus & Coach.

## Locomotieven van Vossloh
In 1998 werd Siemens Schienenfahrzeugtechnik (SFT), voorheen Maschinenbau Kiel (MaK) in Kiel overgenomen.
- Vossloh G 2000
- Vossloh Euro 3000
- Vossloh Euro 4000
- MaK DE 6400
- MaK G 1206
- Vossloh G 6
- Vossloh G 12
- Vossloh G 18
- Vossloh DE 12
- Vossloh DE 18